# 小雞之戀
《小雞之戀》（日语：ひよ恋）是漫畫家雪丸萌的漫畫作品。於日本《Ribon》（集英社）2009年12月号開始連載。在日本，漫畫單行本已賣出200萬冊。
尖端出版《夢夢少女漫畫月刊》在2013年開始連載《小雞之戀》台灣中文版。

## 劇情簡介
極度害羞的西山日和在剛入學不久遭遇車禍，不得不長時間休學。陽依休养完后第一次去學校報到时，未能很好的與同班同学溝通，無法完全融入班级。但在班上男同學廣瀨结心的帮助下，陽依慢慢融入班级。由此，陽依漸漸喜歡上了结心。

## 登場人物
西山陽依
本作品的女主角。身高142cm，高中3年级生（初登場時是高中1年级生）。愛称是「依依」。
是个很怕生又懦弱但成績很好的女生。高中入学典礼的前一天因车祸入院治疗，加上疗养时间，在事故发生8个月之后的12月份才终于第一次进了学校。被老师安排和广濑结心坐同桌，经常受到广濑结心的照顾。
目前和結心交往。與結心交往後逐漸有了女朋友該有的樣子。畢業後考上教育大學，並在三年後一同回到母校當實習老師。
广濑结心
本作的男主角。身高192cm。
日和的高一時的同桌男生。在班里很受欢迎的樂天派，對任何事都很積極，是班级的中心，很受班上女生的喜爱。和日和交往中。畢業後與陽依考上同間大學，並在三年後一同回到母校當實習老師。
中野律花
日和的青梅竹马，入学时陽依唯一认识的人。血型O型。很认真的一个女生，对于怕生而又懦弱的日和总以保护者的形象出现。四格漫画中，律花的梦想是成为“被箭射穿也不会死的人”，不过，是不是认真的想法却不明。在結心和日和交往後，有段時間認為自己不被需要感到消極。在她2次與宏告白後，宏接受她的告白而交往。畢業後前往東京與宏兩人同居。
仁戶部宏
二年級與日和同班的男生，AB型，是個機械宅男，擅長組裝機械。跟日和一樣個子小，只有159公分，而且怕生，自我介紹的時候會發抖，前期會對陽依使壞心眼。前期喜歡日和，被拒絕後決定當好朋友，其後接受律花告白並和律花交往中。畢業後前往東京與律花兩人同居。
相澤夏輝
日和的同学，性格像男生的女生，情人节时候会从女生那里得到很多巧克力。身高167cm。一方面喜欢小而可爱的东西，对性质相同的日和抱有一种类似恋爱的情感。和结心初中时候就是同学。虽然和结心做了5年的同学，却对他没有什么感觉。目前和男大生大城交往中。
三谷美代子
日和高一到高二的班主任。老好人的性格又任劳任怨，28岁。正在找男友，因总是遇不到理想的人而烦恼着，通稱「美美」。和森老師有曖昧，畢業典禮當天接受森老師的告白並交往，三年後兩人有一子。
田中弘司
在日和所在的年级担任班長，是个学习十分优秀的男生。对学习以外的事情都漠不关心。平常总是戴着眼镜隐藏自己的表情，運動會期間因跑步的速度很快被安排在接力最後一棒，與結心一同衝刺時眼鏡曾不小心滑落一下子，因此被結心看到長相，也因此一小插曲而贏得最後的冠軍。據結心所言，是一名美男子，作者在劇情中表明是以自己的畫工畫不出來的帥哥。
富永妃
广濑结心青梅竹马的女生。在名校就读的高挑美女，目前已移民至英國。被结心拒絕，支持日和。
原本去英國前想不告而別，被日和真心的對待而感動，最後與結心還有陽依好好的道別後移民到英國，後來在暑假有回來玩。之後暴露自己已經訂婚，男朋友也姓田中，可能是田中弘司。
松島禮奈
升高中二年级的时候。成为了结心邻座的女生。美国留学而来的归国子女。十分热情，性格直率。對日和的性格有些不滿，但也直率地為日和打氣。在美國有男友，畢業三年後已經成為兩個孩子的媽媽。
森勇太郎
男老師，有著容易醉酒的體質，於畢業典禮正式向美代子告白，三年後和後者育有一子。
乃坂秋穗
三年級時陽依新認識的朋友，個性略微陰沉，是個美人（但她本人說有整容過）。國中時和妃同一班並被對方救贖，因此喜歡上了妃，後向陽依坦言自己為了妃想要破壞她和結心的感情，最終解開心結和陽依成了真正的好朋友。
山內美沙
陽依一年級時的同班同學兼朋友，也是個身材嬌小的女孩，個性呆傻又活潑，後來和同樣被稱為笨蛋的淳平在一起。
淳平
結心的好哥兒們，個性略微笨拙又遲鈍，是個直率的男孩。一直很想有個漂亮的女朋友，但後來和個性相似又愛鬥嘴的美沙在一起，變成了一對歡喜冤家。

## 出版書籍
| 卷數 | 集英社         | 集英社                 | 尖端出版       | 尖端出版             | 天下出版       | 天下出版               |
| 卷數 | 發售日期       | ISBN                   | 發售日期       | EAN                  | 發售日期       | ISBN                   |
| ---- | -------------- | ---------------------- | -------------- | -------------------- | -------------- | ---------------------- |
| 1    | 2010年3月15日  | ISBN 978-4-08-867044-7 | 2011年8月1日   | EAN 471-7702-24234-3 | 2011年4月11日  | ISBN 978-988-8096-11-4 |
| 2    | 2010年7月15日  | ISBN 978-4-08-867065-2 | 2011年10月1日  | EAN 471-7702-24245-9 | 2011年5月3日   | ISBN 978-988-8096-56-5 |
| 3    | 2010年11月15日 | ISBN 978-4-08-867083-6 | 2011年12月20日 | EAN 471-7702-24247-3 | 2011年6月27日  | ISBN 978-988-8096-89-3 |
| 4    | 2011年3月15日  | ISBN 978-4-08-867106-2 | 2012年2月1日   | EAN 471-7702-24248-0 | 2011年9月12日  | ISBN 978-988-8097-61-6 |
| 5    | 2011年7月15日  | ISBN 978-4-08-867131-4 | 2012年6月1日   | EAN 471-7702-24650-1 | 2011年10月24日 | ISBN 978-988-8098-11-8 |
| 6    | 2011年11月15日 | ISBN 978-4-08-867153-6 | 2012年8月10日  | EAN 471-7702-24807-9 | 2012年1月19日  | ISBN 978-988-8098-83-5 |
| 7    | 2012年3月15日  | ISBN 978-4-08-867185-7 | 2012年11月17日 | EAN 471-7702-24985-4 | 2012年5月28日  | ISBN 978-988-8099-58-0 |
| 8    | 2012年7月13日  | ISBN 978-4-08-867210-6 | 2012年12月20日 | EAN 471-7702-25143-7 | 2012年10月1日  | ISBN 978-988-8100-15-6 |
| 9    | 2012年12月14日 | ISBN 978-4-08-867238-0 | 2013年8月19日  | EAN 471-7702-25425-4 | 2013年4月16日  | ISBN 978-988-8100-96-5 |
| 10   | 2013年5月15日  | ISBN 978-4-08-867269-4 | 2013年12月12日 | EAN 471-7702-25804-7 | 2013年8月30日  | ISBN 978-988-8213-85-6 |
| 11   | 2013年10月15日 | ISBN 978-4-08-867294-6 | 2014年3月19日  | EAN 471-7702-25984-6 | 2014年12月30日 | ISBN 978-988-8215-21-8 |
| 12   | 2014年3月14日  | ISBN 978-4-08-867317-2 | 2014年9月5日   | EAN 471-7702-26227-3 | 2015年9月10日  | ISBN 978-988-8215-88-1 |
| 13   | 2014年8月12日  | ISBN 978-4-08-867332-5 | 2015年5月12日  | EAN 471-7702-26642-4 | 2016年3月24日  | ISBN 978-988-8216-24-6 |
| 14   | 2015年1月15日  | ISBN 978-4-08-867353-0 | 2015年6月5日   | EAN 471-7702-26643-1 | 2016年8月19日  | ISBN 978-988-8216-52-9 |

### 小說
| 卷數 | 日文標題 | 中文標題           | 集英社        | 集英社                 | 尖端出版      | 尖端出版               |
| 卷數 | 日文標題 | 中文標題           | 發售日期      | ISBN                   | 發售日期      | ISBN                   |
| ---- | -------- | ------------------ | ------------- | ---------------------- | ------------- | ---------------------- |
| 1    |          | 我，有了喜歡的人！ | 2013年3月5日  | ISBN 978-4-08-321142-3 | 2013年8月9日  | EAN 471-7702-25704-0   |
| 2    |          | 情敵讓人好不安！   | 2013年7月5日  | ISBN 978-4-08-321161-4 | 2014年1月28日 | ISBN 978-957-10-5489-6 |
| 3    |          | 心跳加速的告白     | 2013年11月5日 | ISBN 978-4-08-321180-5 | 2014年10月9日 | ISBN 978-957-10-5691-3 |
| 4    |          | 兩情相悅好困難？   | 2014年6月5日  | ISBN 978-4-08-321216-1 | 2015年5月11日 | ISBN 978-957-10-5954-9 |
| 5    |          | 我們永遠，在一起   | 2014年9月5日  | ISBN 978-4-08-321231-4 | 2015年9月10日 | ISBN 978-957-10-5989-1 |

## 動畫
2010年夏天在東京、大阪、名古屋舉行的活動的原创动画以及VOMIC网站上2作品收录的DVD。
製作人員
- 監督 - 長沼範裕
- 腳本 - 金春智子
- 角色設定・作画監督 - 柴田由香
- 色彩設計 - 片山由美子
- 美術監督 - 竹田悠介、岡本春美
- 攝影監督 - 田中宏侍
- 編集 - 今井大介
- 音響監督 - 岩浪美和
- 音樂 - 山本姬子
- 動畫製作人 - 中武哲也
- 動畫制作 - Production I.G
- 製作著作 - 集英社

配音人員
- 西山日和 - 竹達彩奈
- 廣瀨結心 - 鈴村健一
- 中野律花 - 藤田咲
- 相澤夏輝 - 三瓶由布子
- 三谷美代子 - 三石琴乃
- 淳平 - 興津和幸
- 柊 - 内匠靖明
- 田中 - 高橋伸也
- トウコ - 五十嵐裕美
- ハルコ - 平野妹
- 美沙 - 東山奈央